# دفع رباعي
السيارة رباعية الدفع أو سيارة 4×4 هي نوع من السيارات تسير من خلال دفع العجلات الأربع، وهي مخصصة للطرق الوعرة سواء الجبلية أو الرملية.

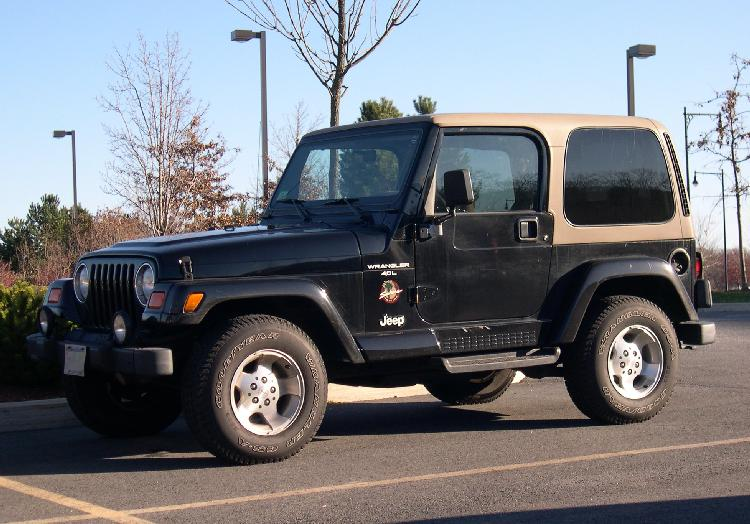
سيارة بدفع رباعي.

حيث تتعرض السيارة للغوص في الرمال إن لم يكن الدفع موزعاً على العجلات الأربع. أما في الطرق الجبلية فيحدث أن تعلق عجلة في الهواء دون أن تلمس الأرض.

## بعض الموديلات الشهيرة

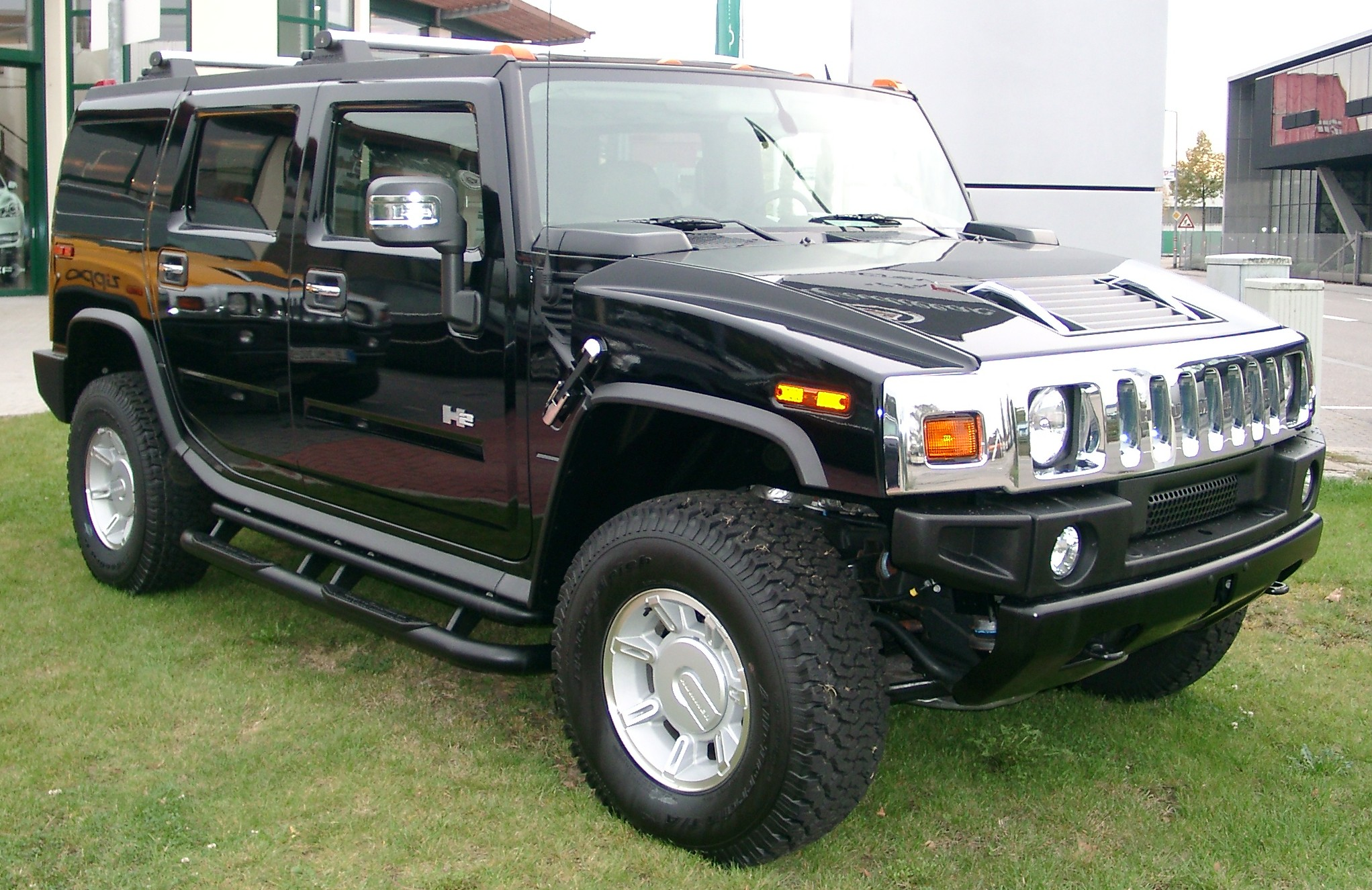
همر إتش 2
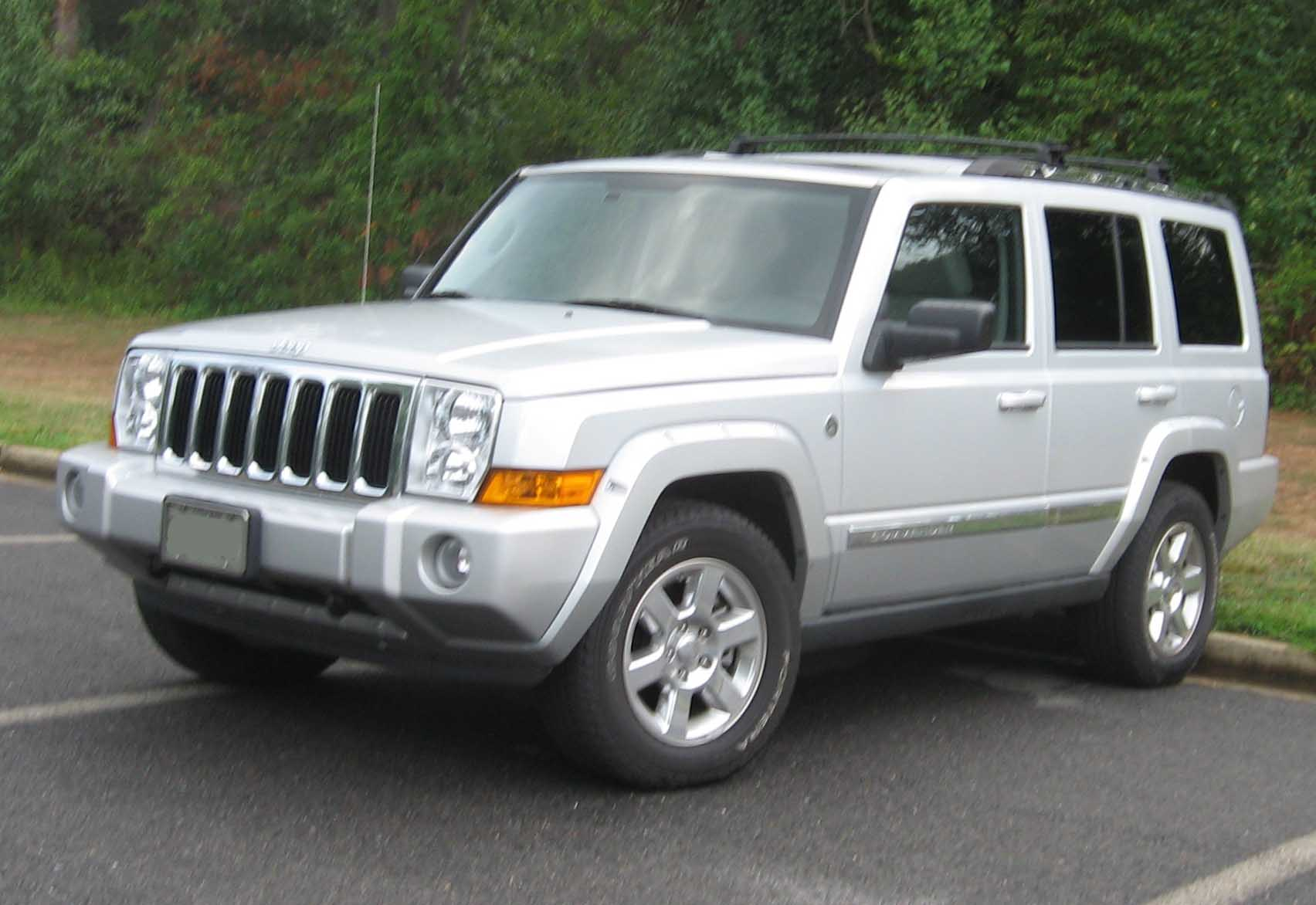
جيب كوماندر
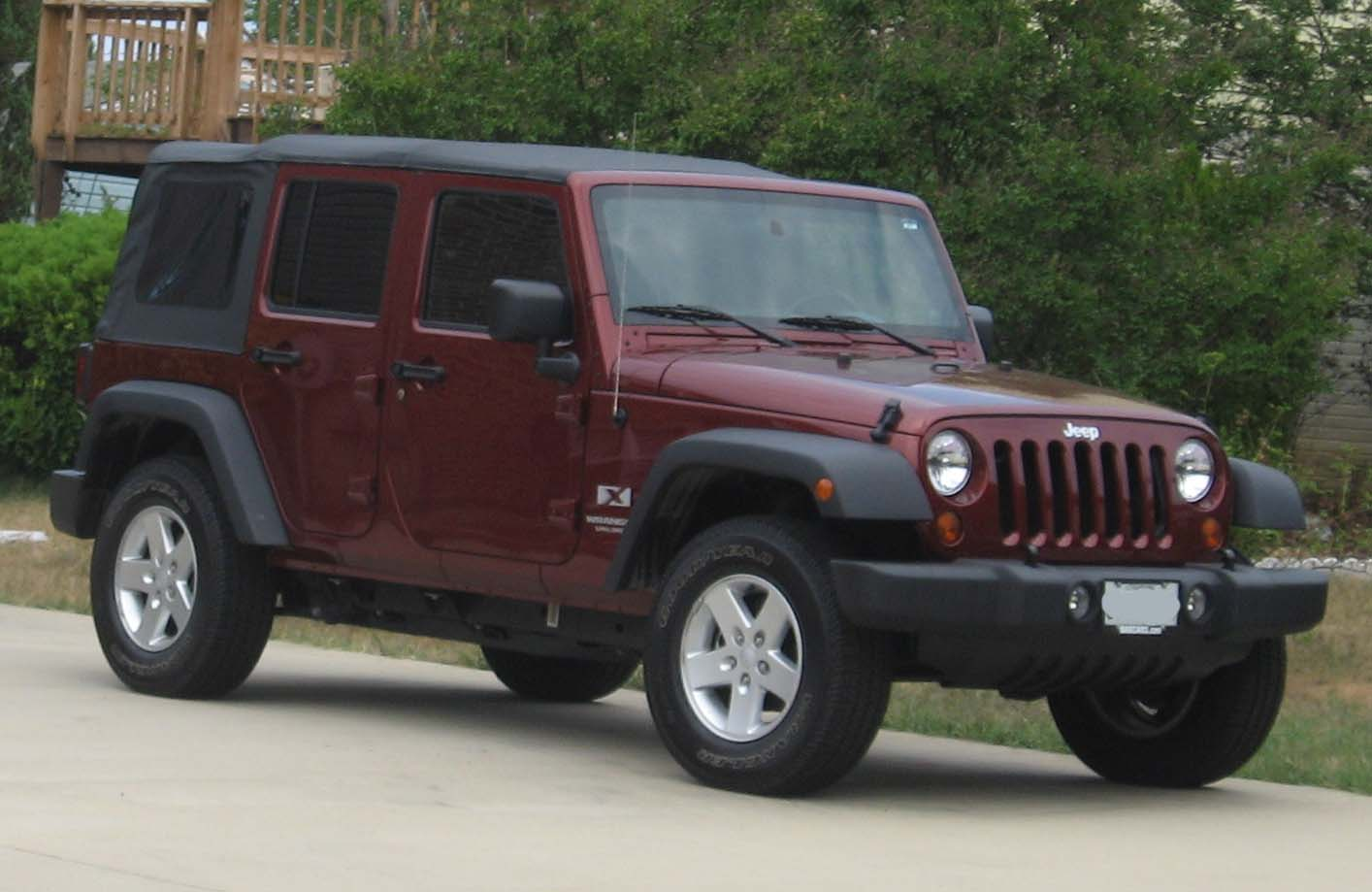
جيب رانغلر
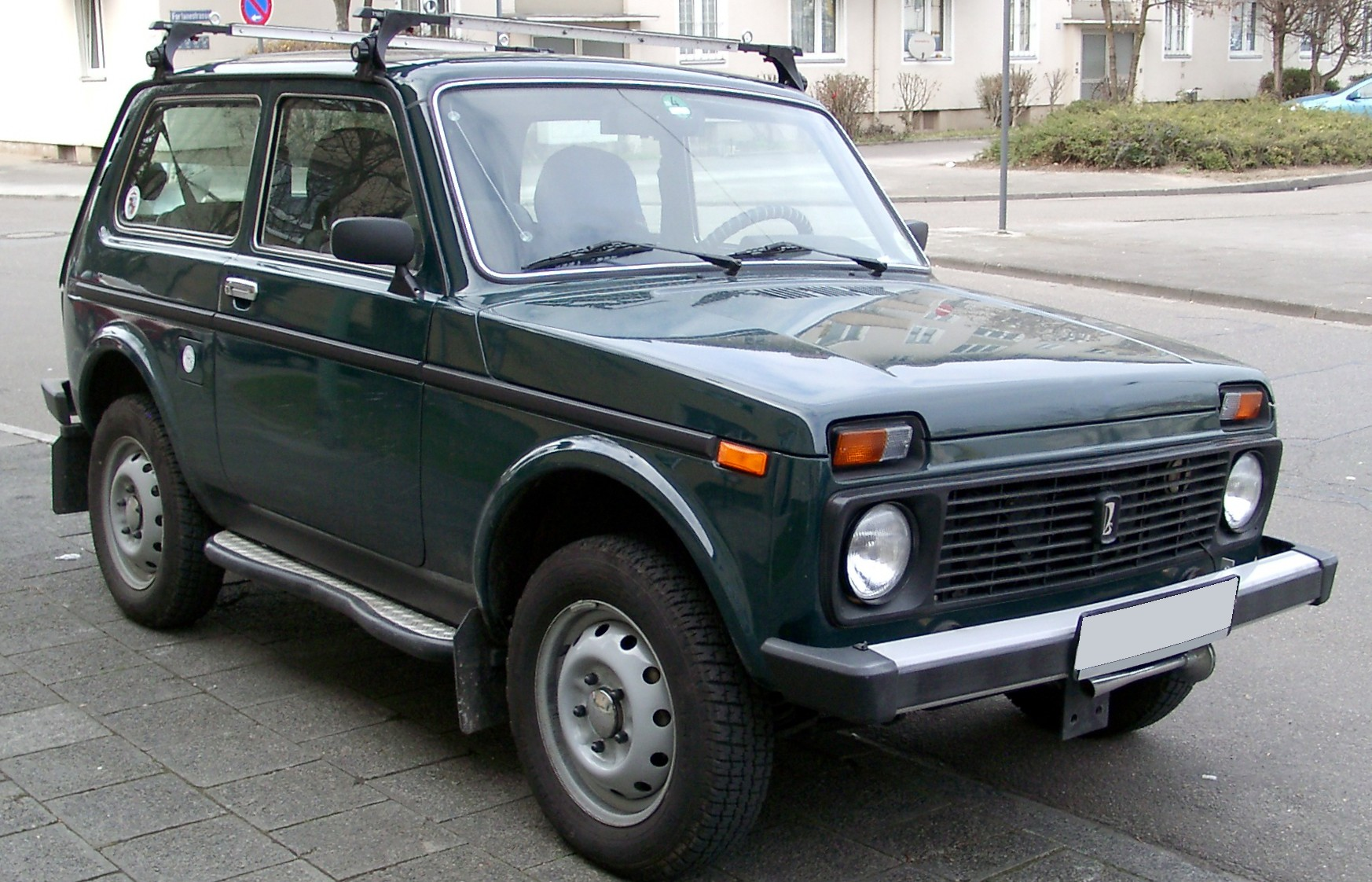
لادا نيفا
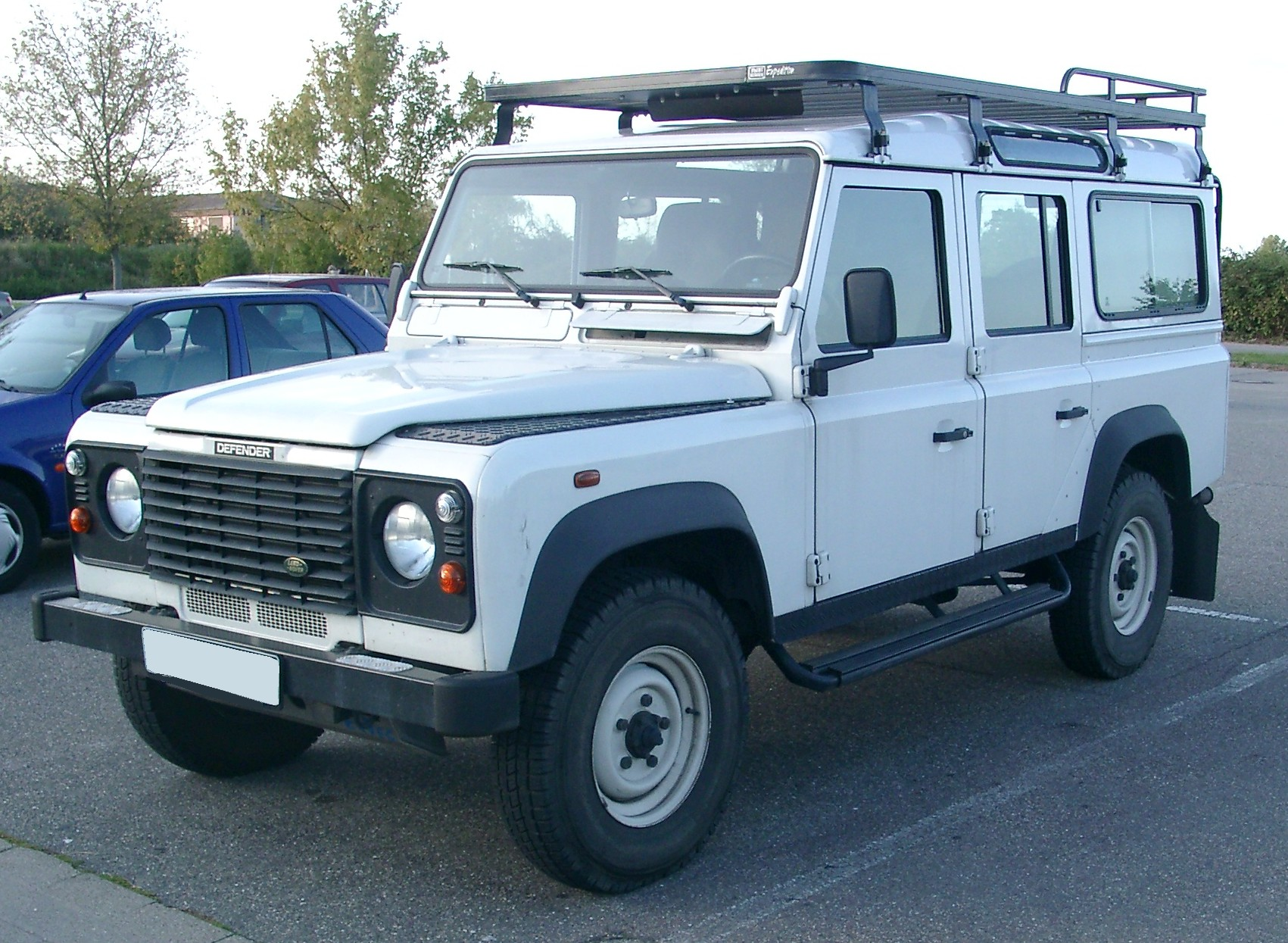
لاند روفر دفندر
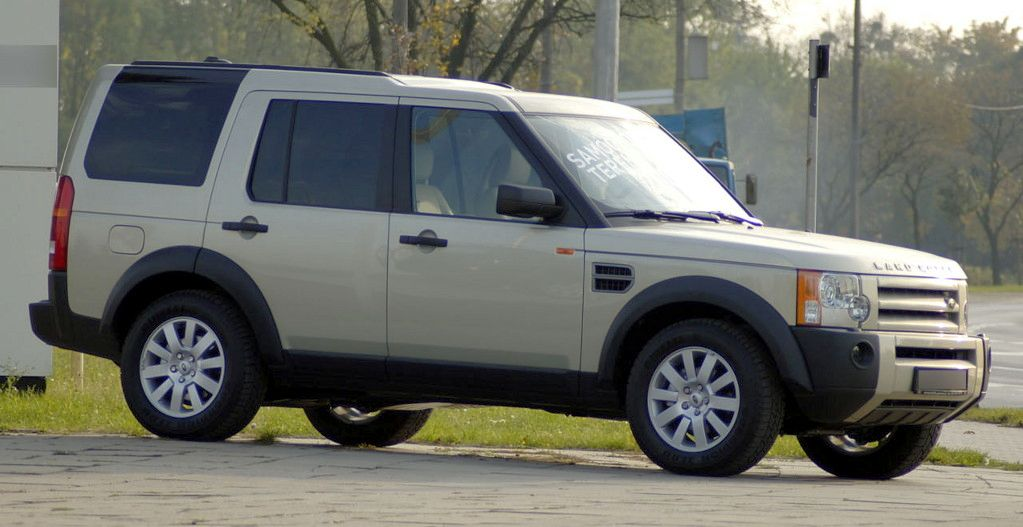
لاند روفر دسكفري
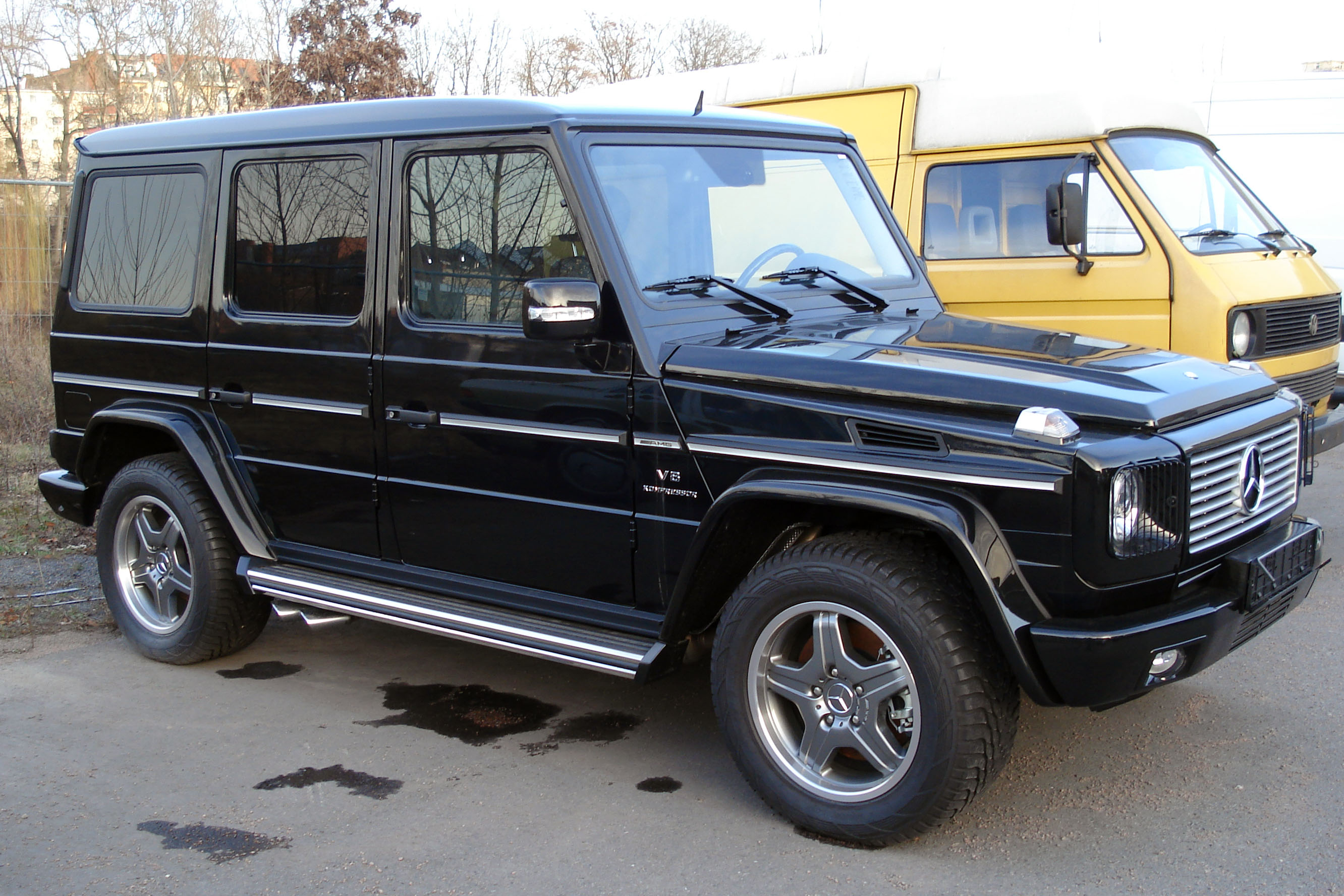
مرسيدس بنز الفئة جي
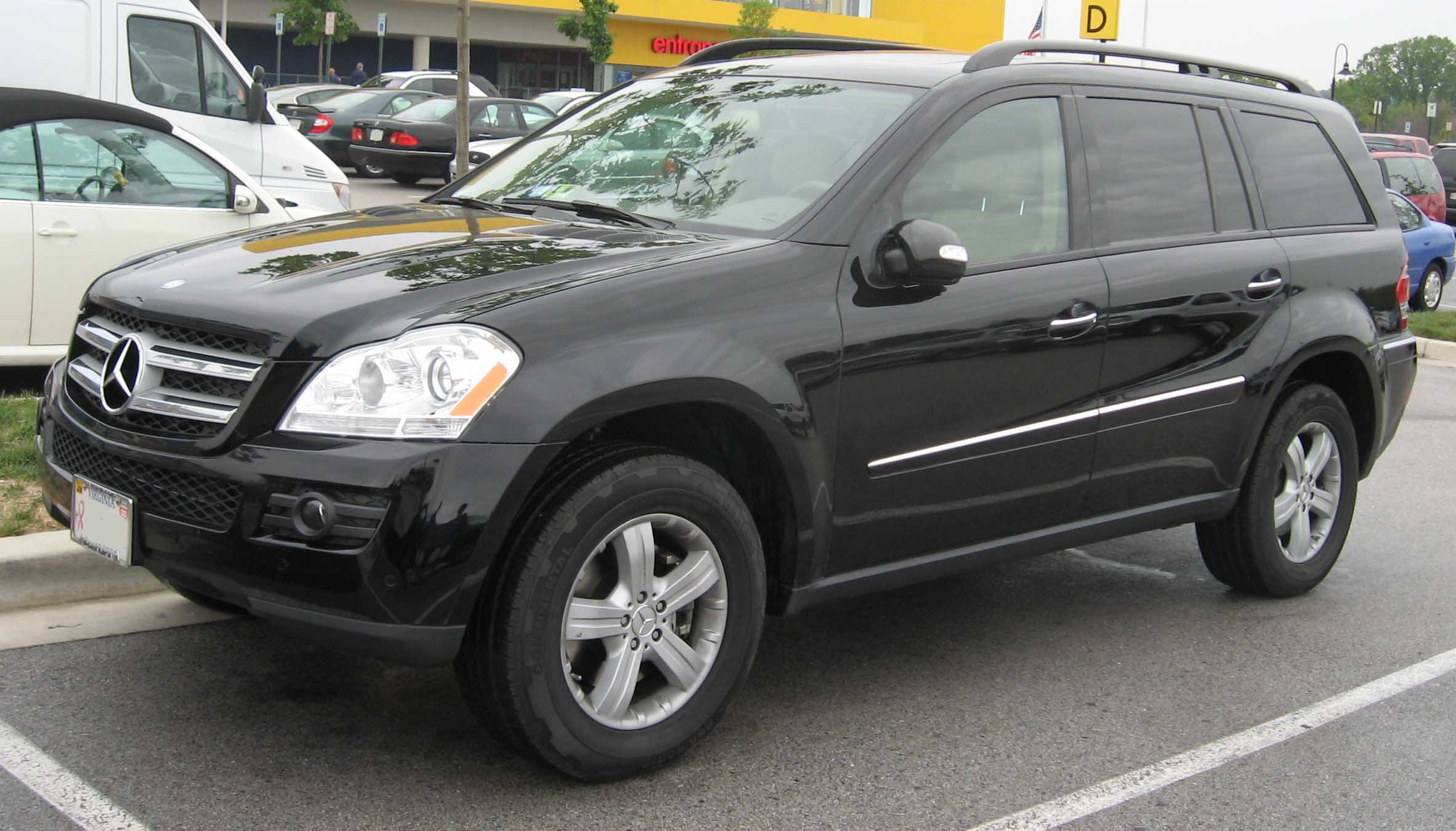
مرسيدس بنز الفئة جي ال
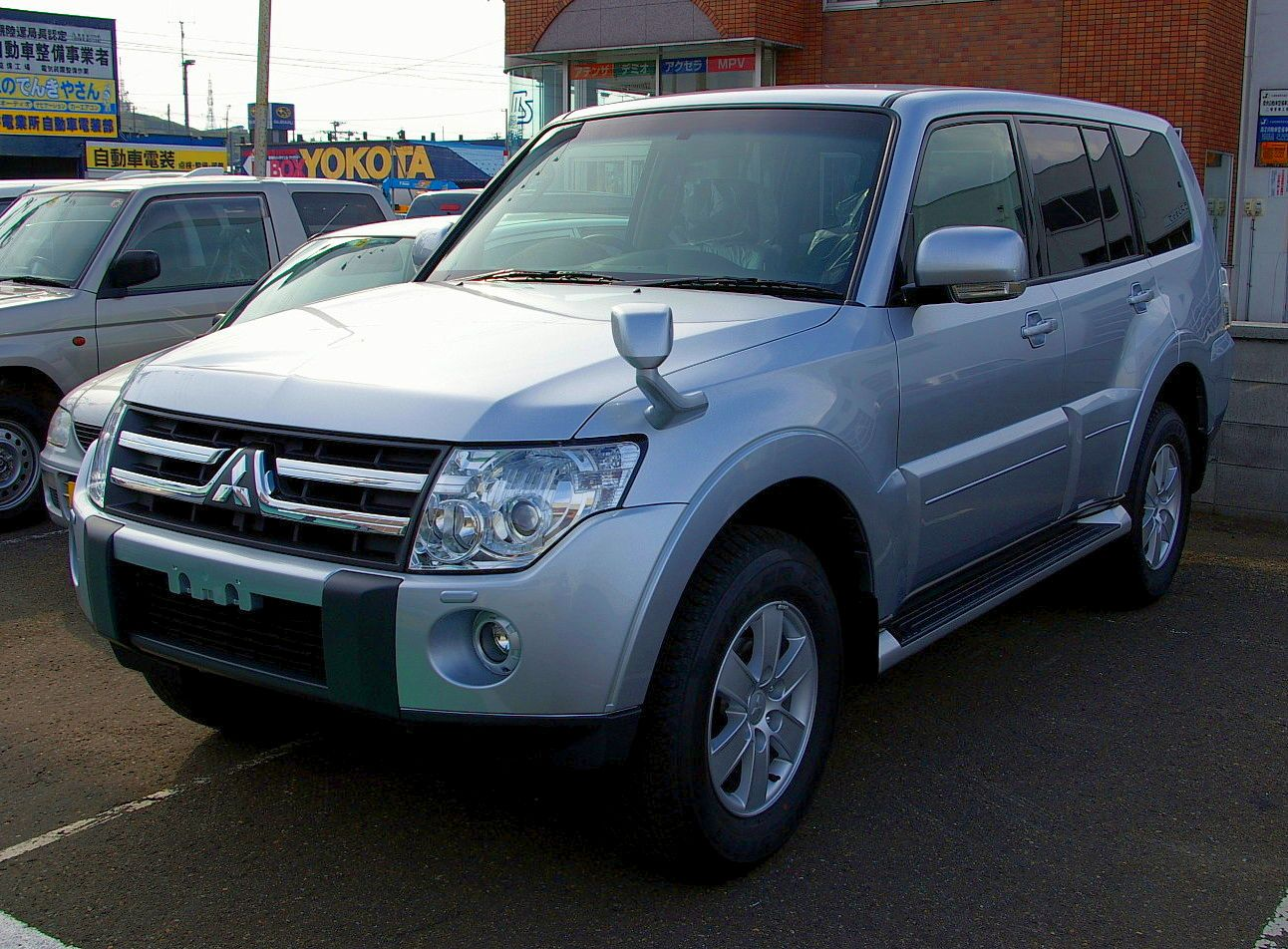
ميتسوبيشي باجيرو
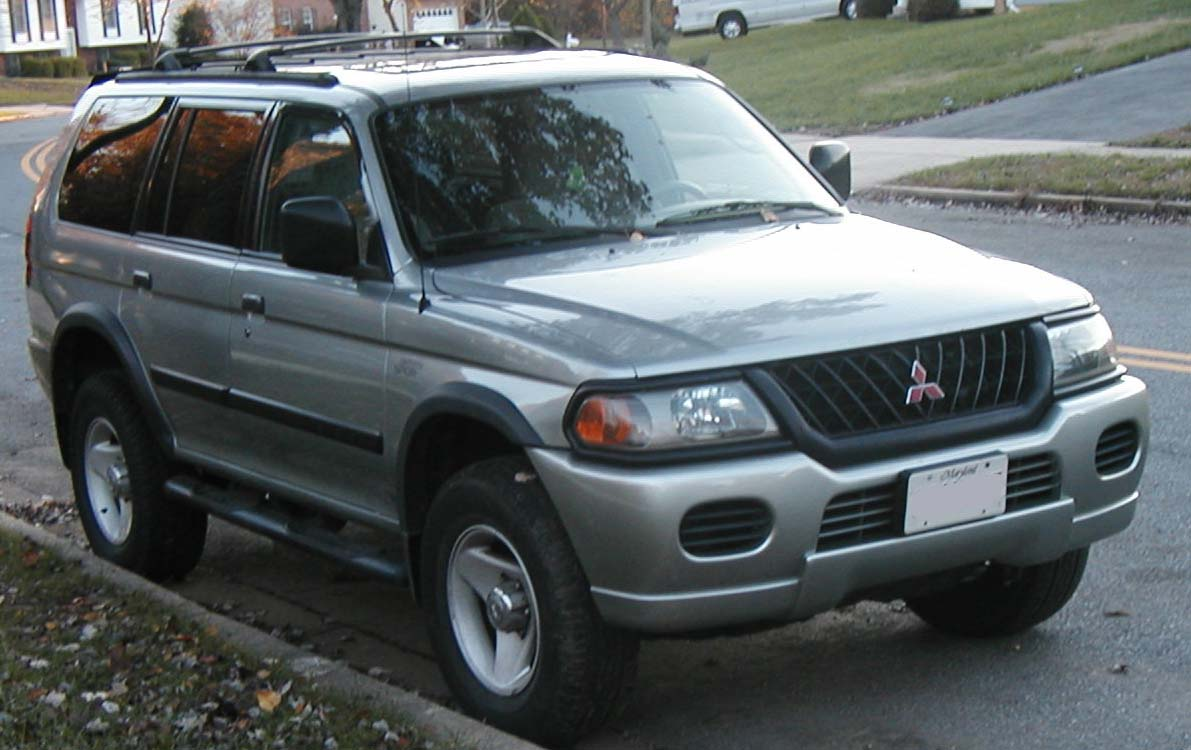
ميتسوبيشي باجيرو سبورت
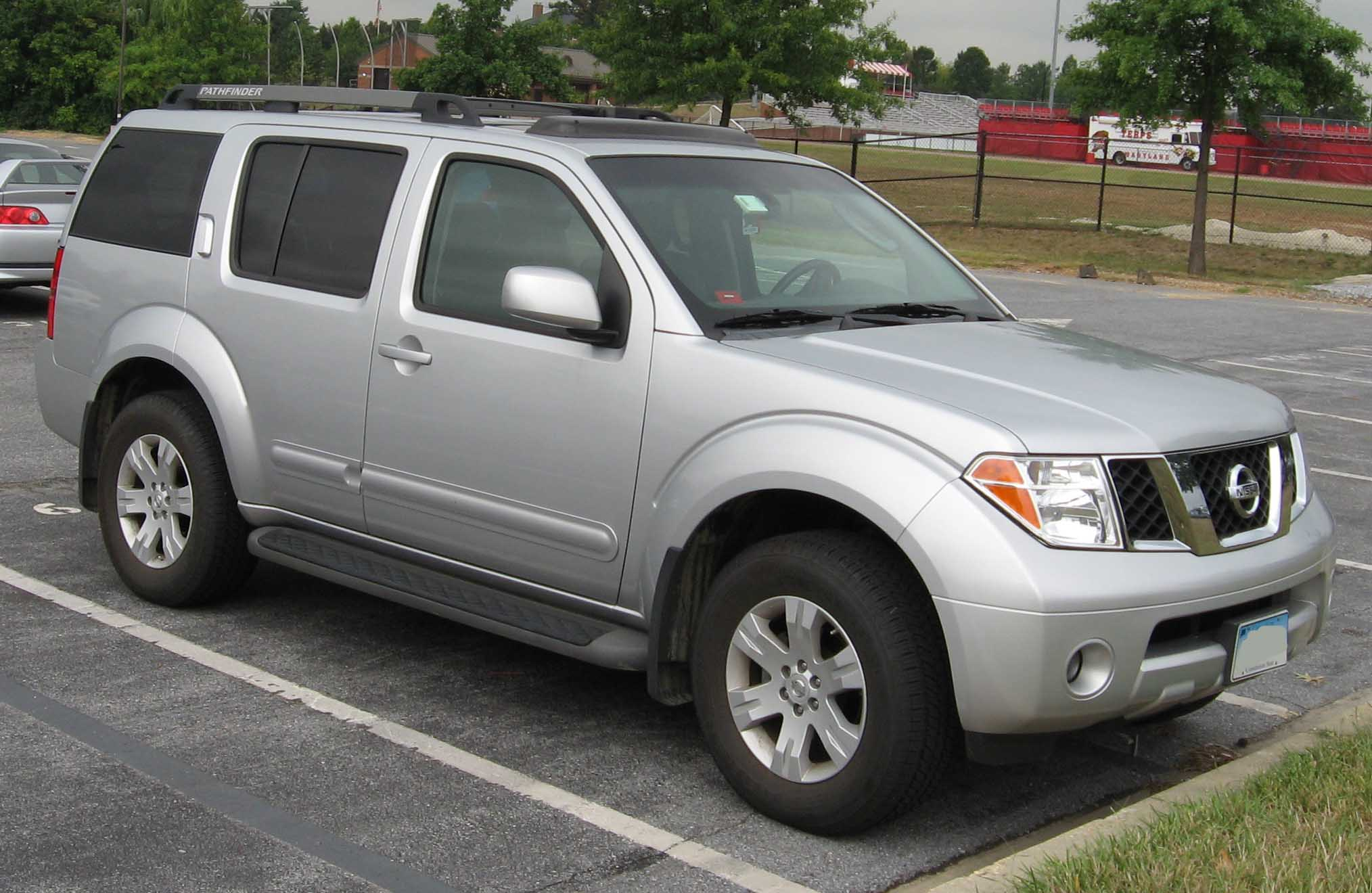
نيسان باثفايندر
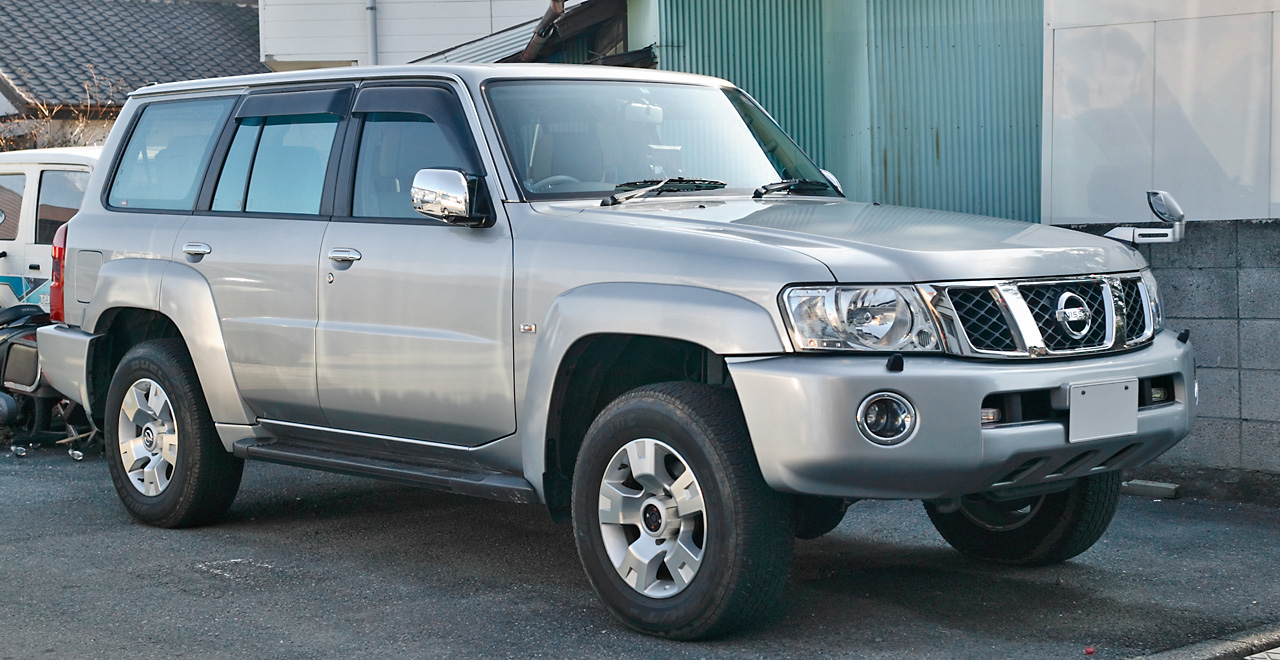
نيسان باترول
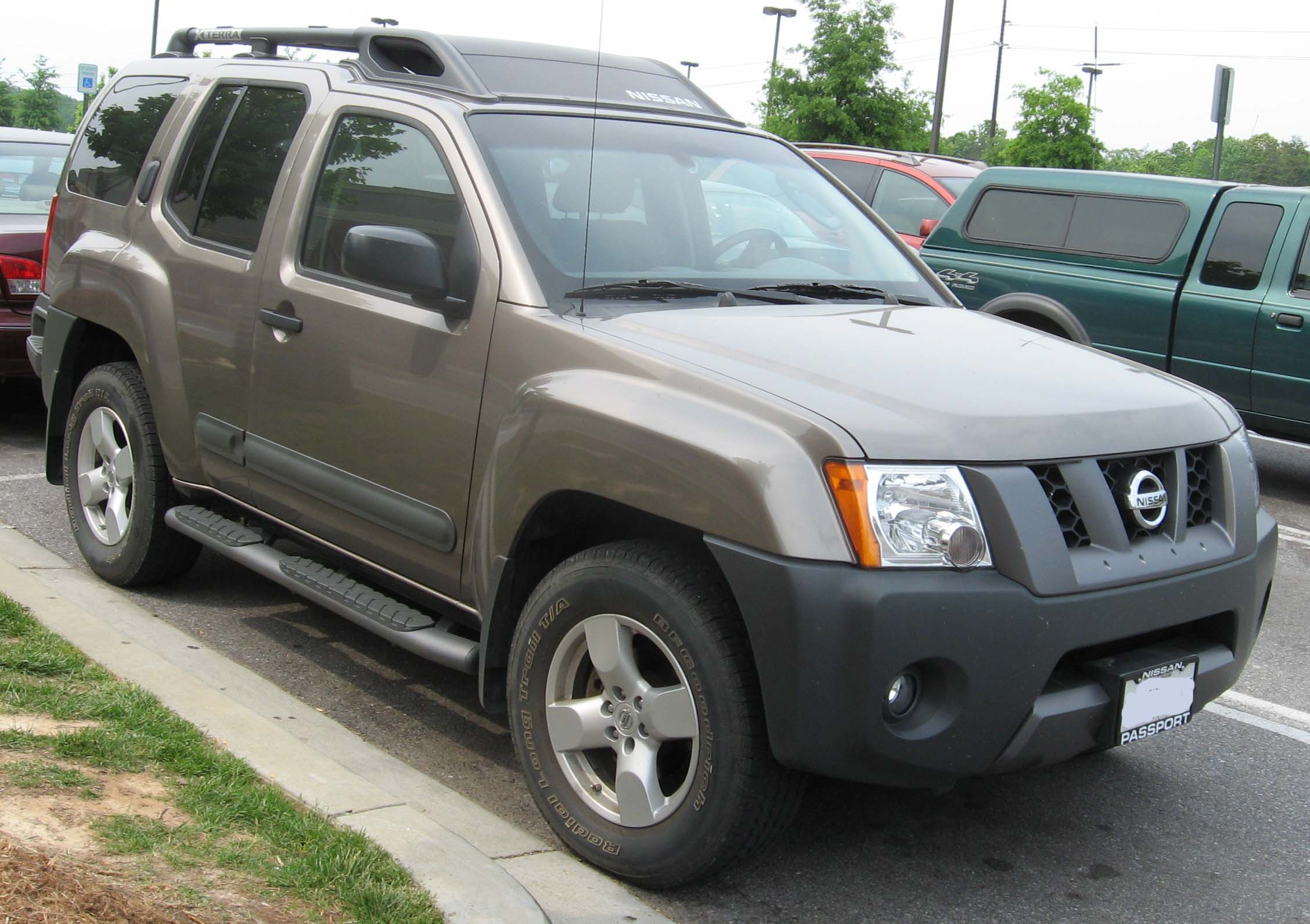
نيسان إكستيرا
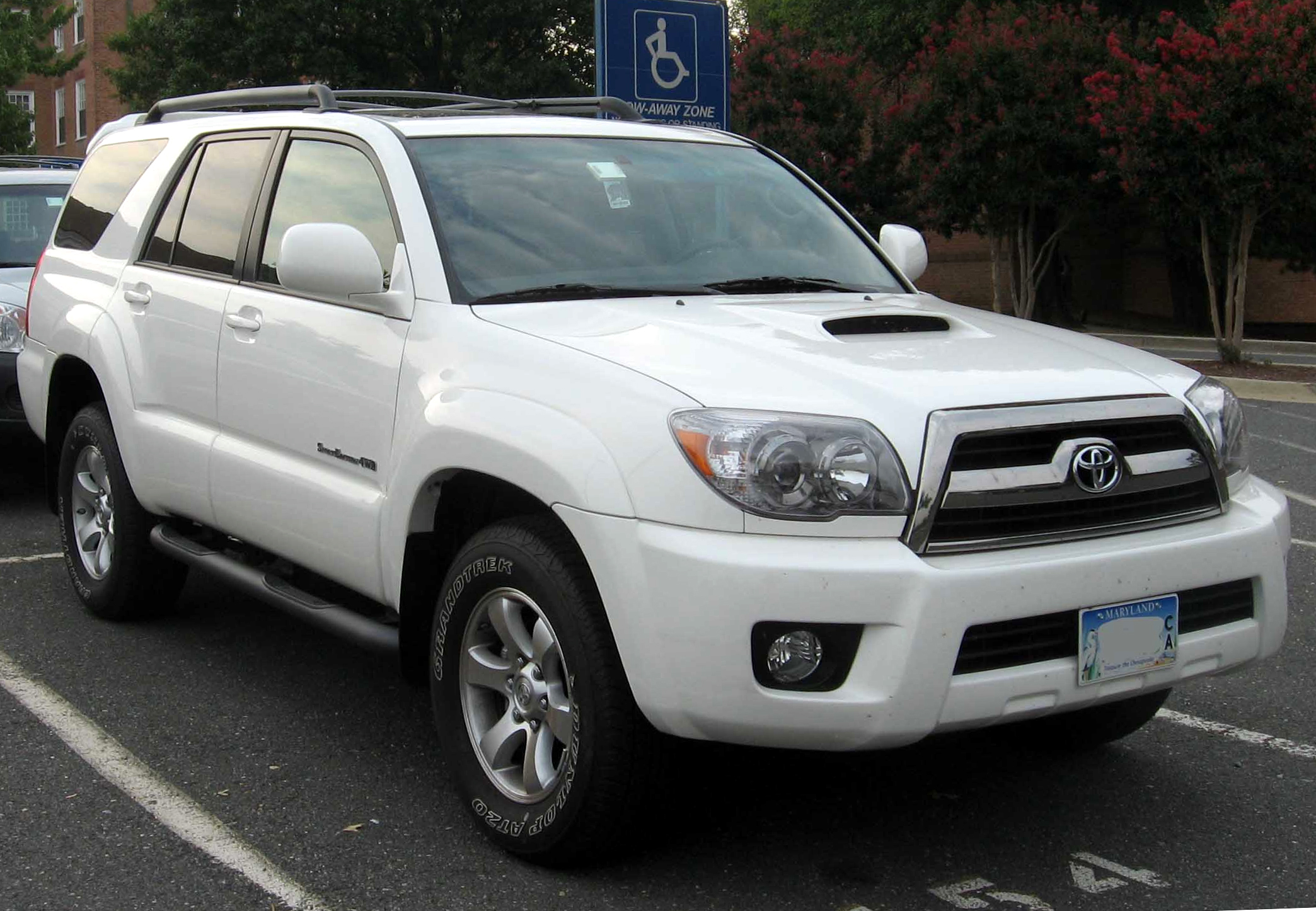
تويوتا فور رنر
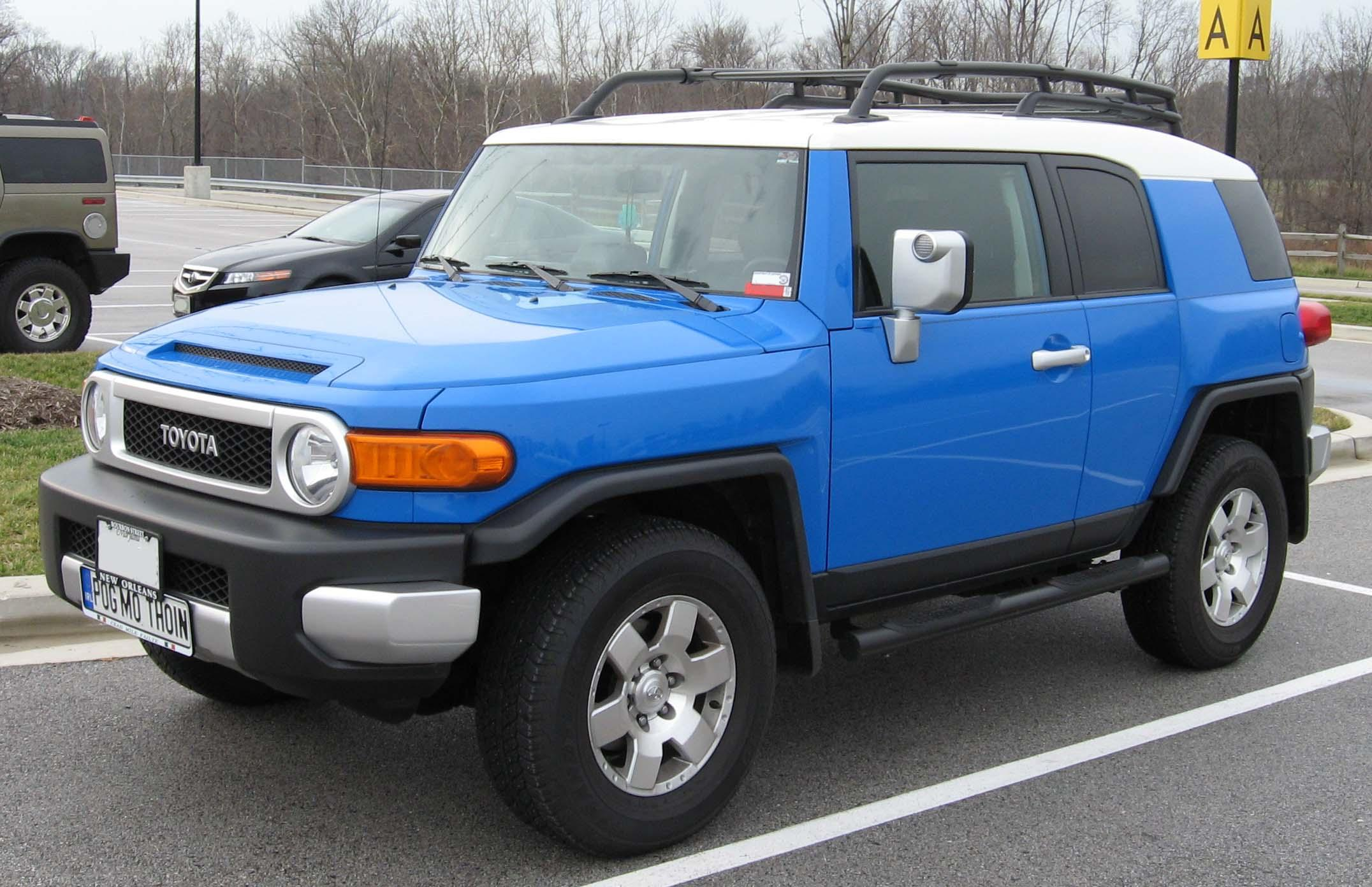
تويوتا إف جى كروزر
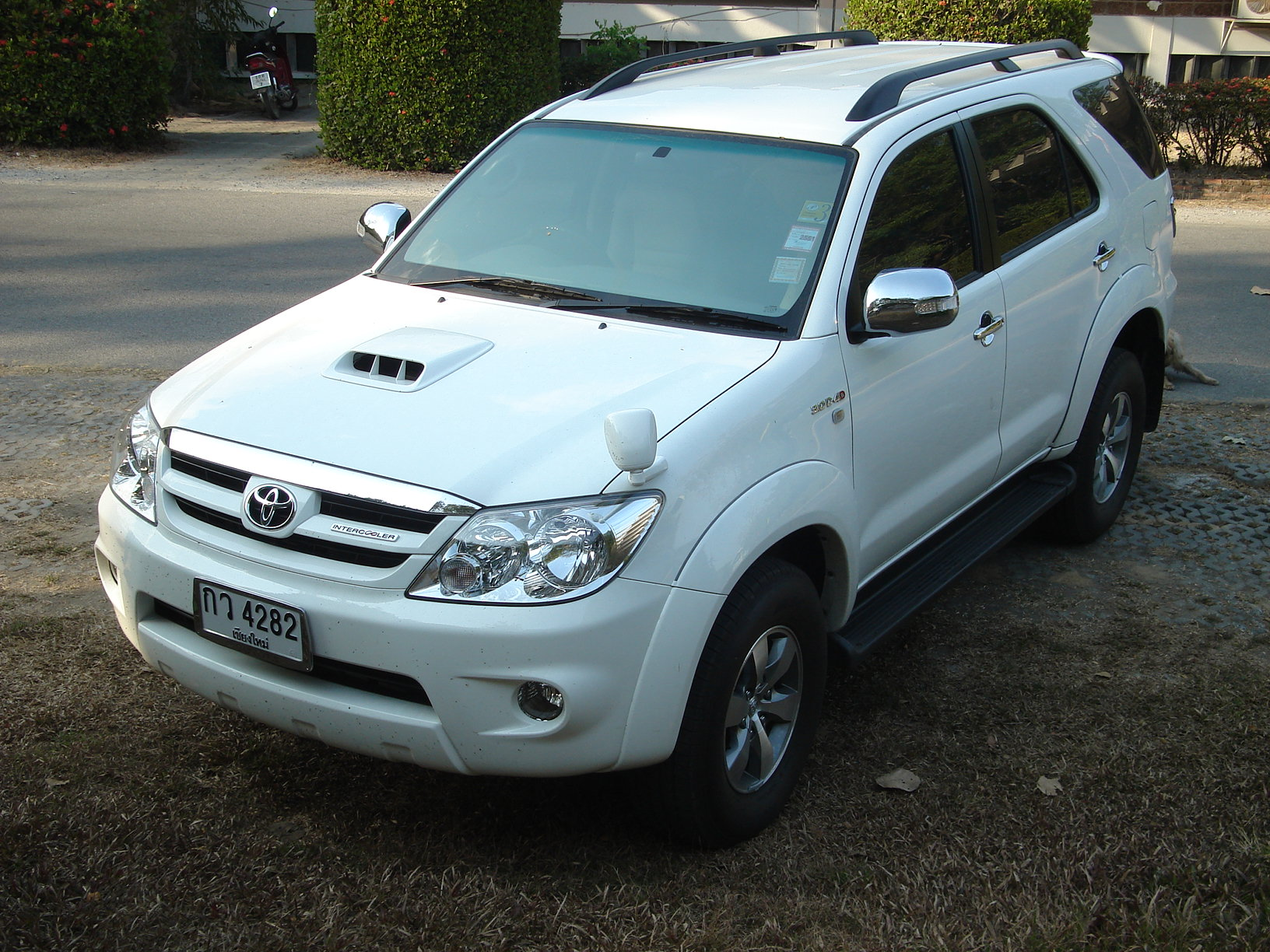
تويوتا فورتيونر
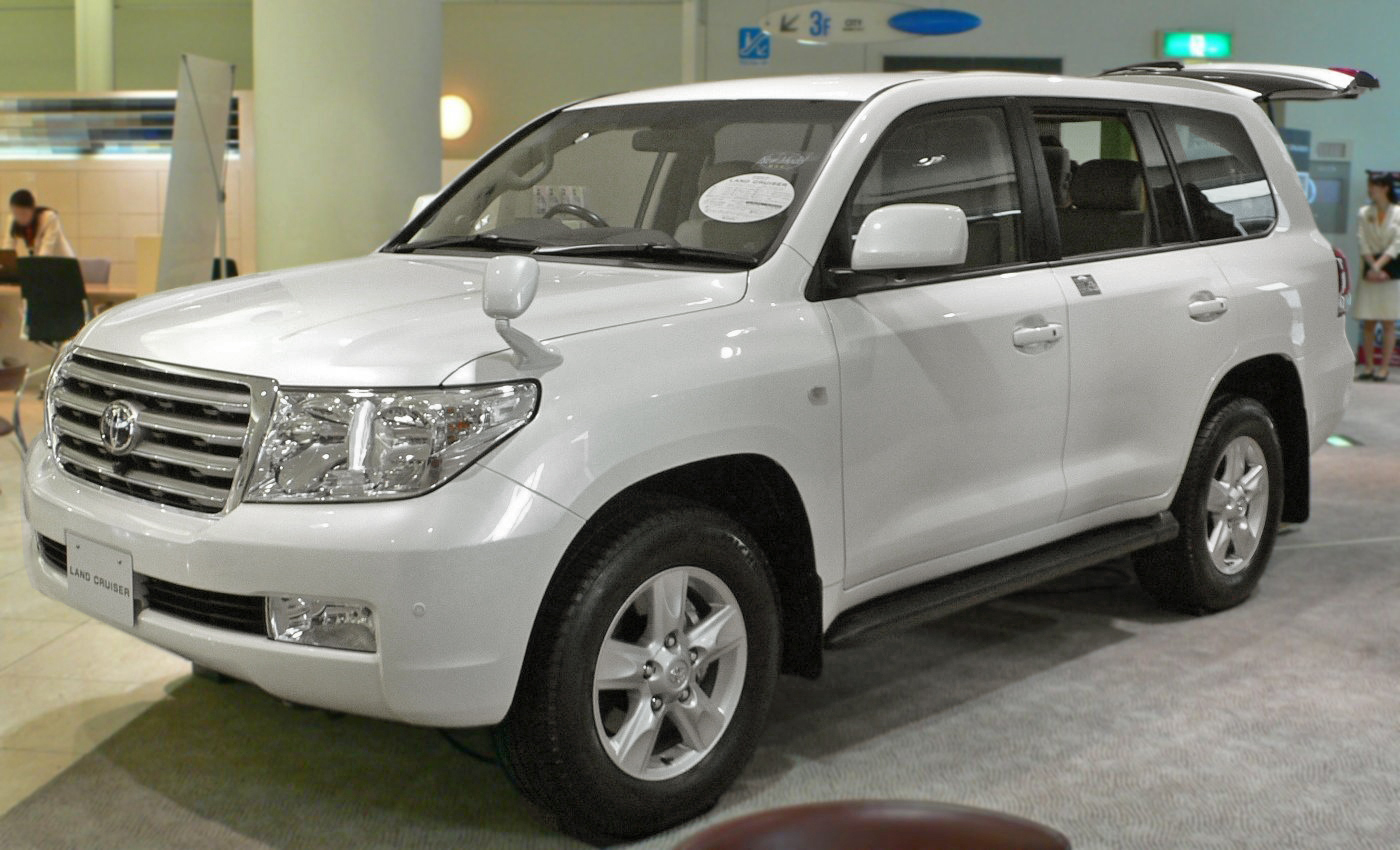
تويوتا لاند كروزر
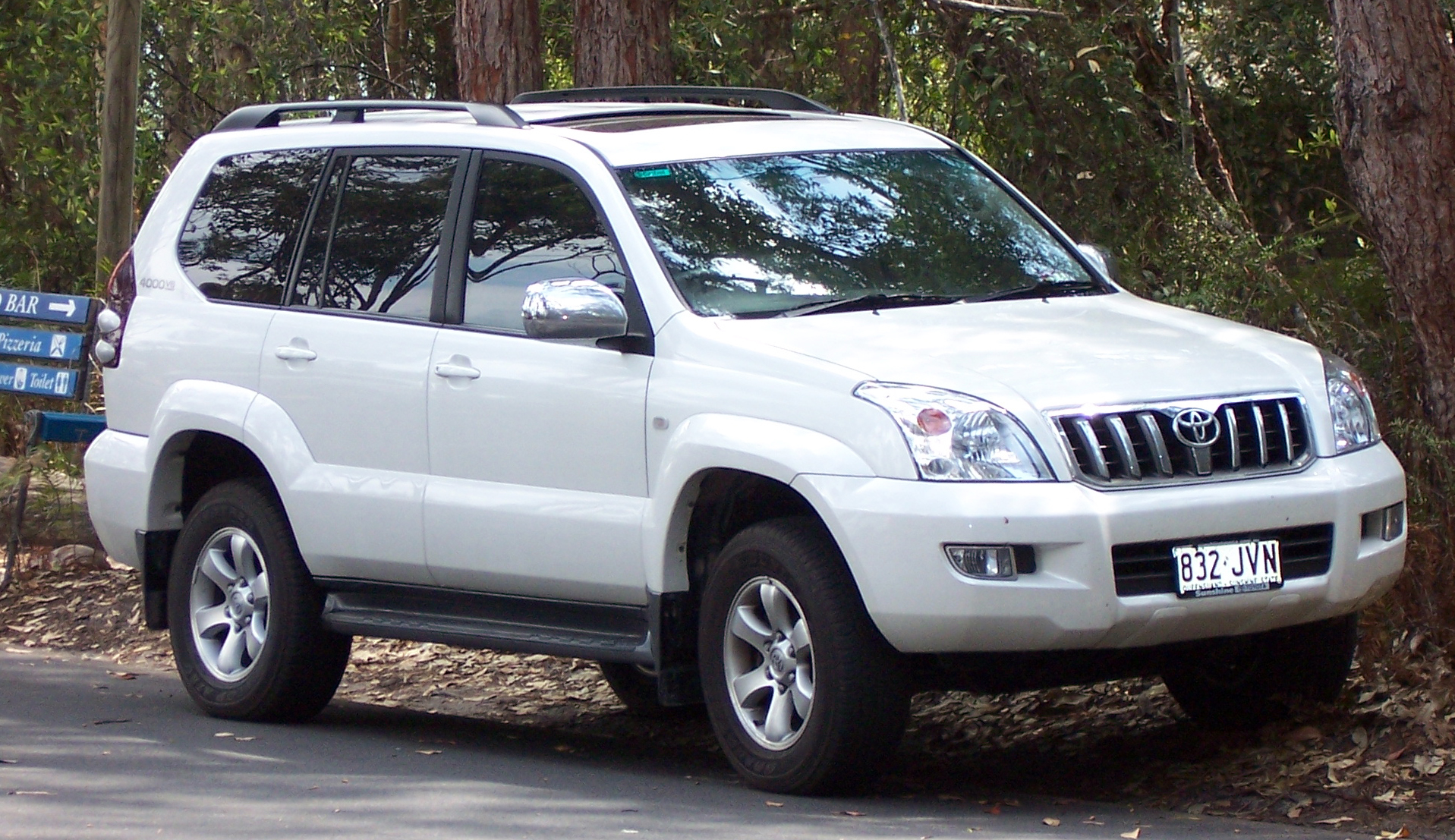
تويوتا لاند كروزر برادو
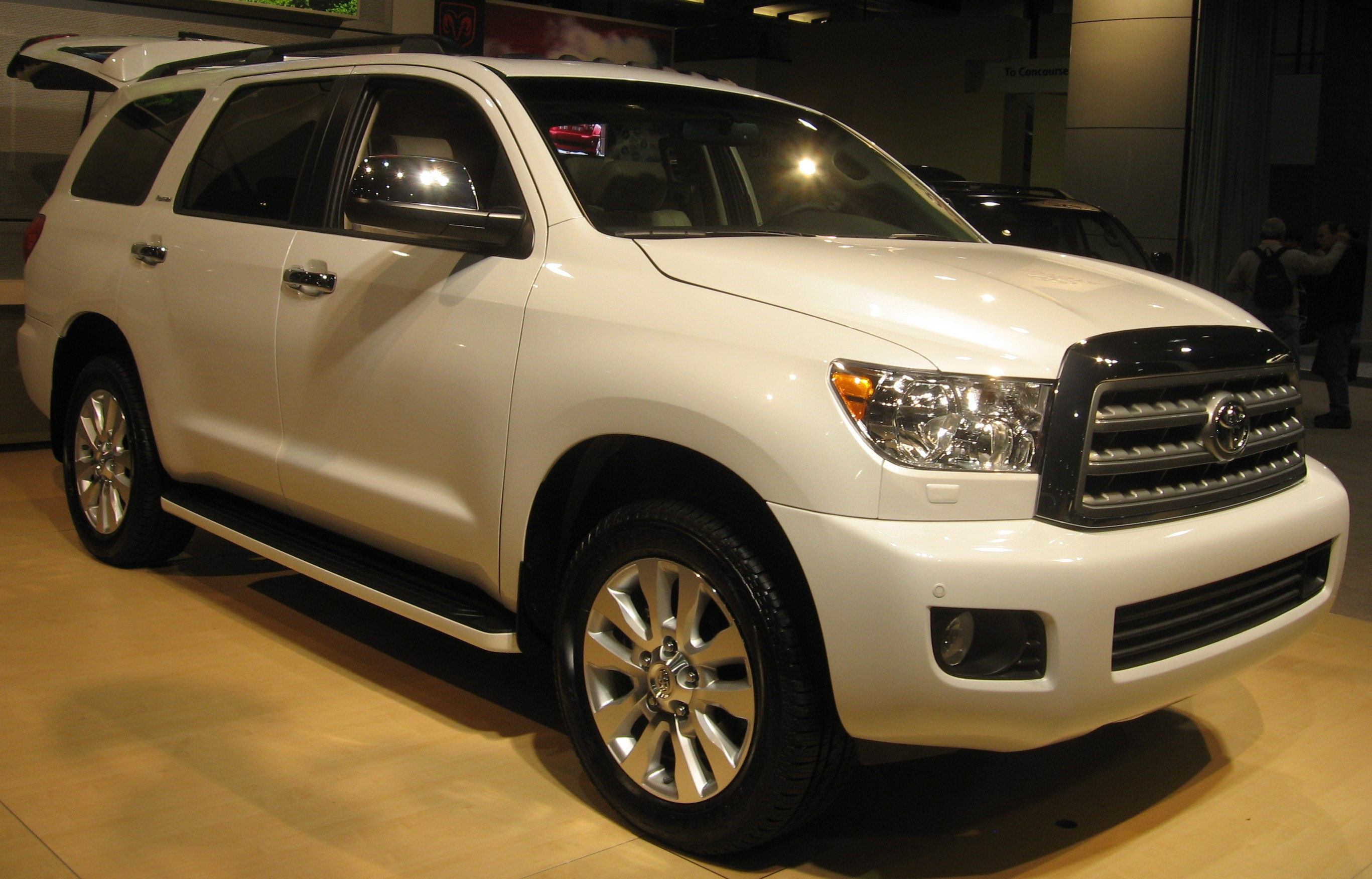
تويوتا سيكويا